# Joachim Buchauer

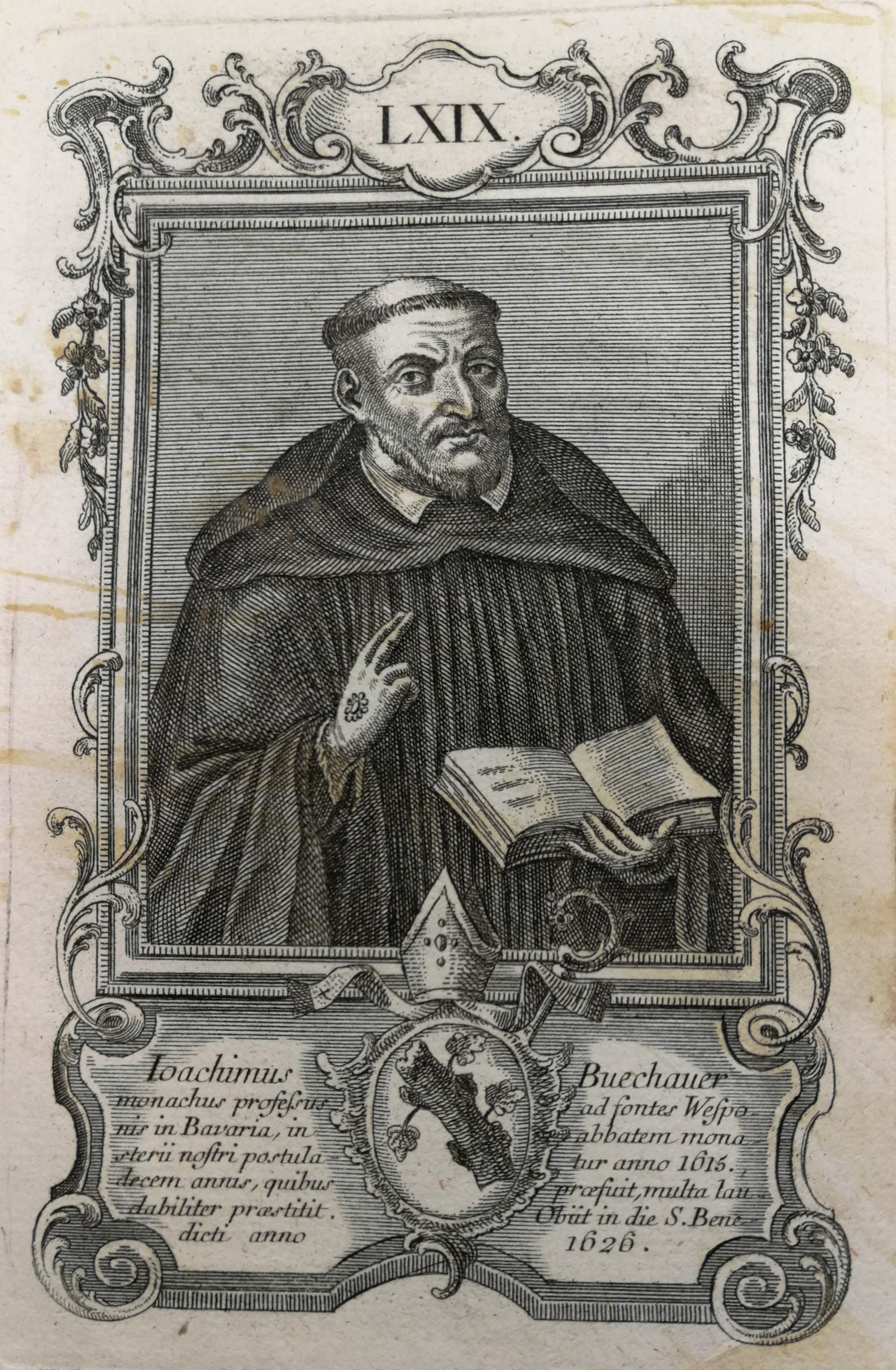
Abtporträt, tonsuriert, mit Pontifikalhandschuhen und Buch

Joachim Buchauer OSB (* ? in Rauhenlechsberg bei Wessobrunn, Oberbayern; † 21. März 1626 in Salzburg) war von 1615 bis 1626 Abt des Stiftes St. Peter.

## Leben
Joachim Buchauer war der Sohn Johann Buchauers, der in Rauhenlechsberg bei Wessobrunn das Gut Puchau besaß. Ersten Unterricht erhielt er in München und Ingolstadt. Während des Theologiestudiums trat er in das Kloster Wessobrunn ein. Seine Ordensgelübde legte er am 14. August 1588 ab; er kehrte zum Studium nach Ingolstadt zurück. In der Abtei Wessobrunn war er Kustos, Ökonom und seit dem 6. Juni 1598 Pfarrer von Wessobrunn. Bald wurde er zum Prior ernannt.
Der Salzburger Fürsterzbischof Markus Sitticus von Hohenems rief Buchauer 1615 nach Salzburg und ernannte ihn zum Administrator des Stifts St. Peter. Der Konvent wurde nicht befragt, doch postulierten die Mönche Buchauer nach drei Monaten zum Abt. Am 1. Dezember 1615 erfolgte die erzbischöfliche Bestätigung und am 3. Dezember die Abtweihe.
Abt Joachims Vorgänger, Martin Hattinger, hatte das Kloster aus einer prekären Finanzlage geführt. Der neue Abt konnte sich daher auf die Haltung der Disziplin und die Förderung der Wissenschaft konzentrieren. Eintretende Mönche immatrikulierten sich bei der jesuitischen Fakultät in Dillingen. Gemeinsam mit Fürsterzbischof Markus Sittikus gründete Buchauer das Akademische Gymnasium in Salzburg. Die im November 1617 eröffnete Schule wurde zur Keimzelle für die spätere Benediktineruniversität. Auch an der Gründung der Universität beteiligte sich Abt Joachim nach Kräften.
Im Frühjahr 1616 reiste er durch die meisten Benediktinerklöster des süddeutschen Raums, um Lehrkräfte für das Gymnasium zu rekrutieren. Einzig der Abt von Ottobeuren willigte ein und entsendete Professoren nach Salzburg.
Unter den vielen baulichen Neuerungen während Buchauers Abbatiat ist die Vergrößerung der Stiftskirche von St. Peter zu nennen. Sie erhielt auch ein neues Gewölbe. 1622 wurde die frühbarocke Kuppel über der Vierung aufgesetzt. 1625 folgten drei neue Altäre.
Abt Joachim Buchauer starb am 21. März 1626. Er wurde vor dem Hochaltar in der Stiftskirche bestattet. Sein zweiter Nachfolger im Amt Amandus Pachler veröffentlichte über ihn die Vita Abbatis Joachim.